# Petroglifos de Peña Fadiel

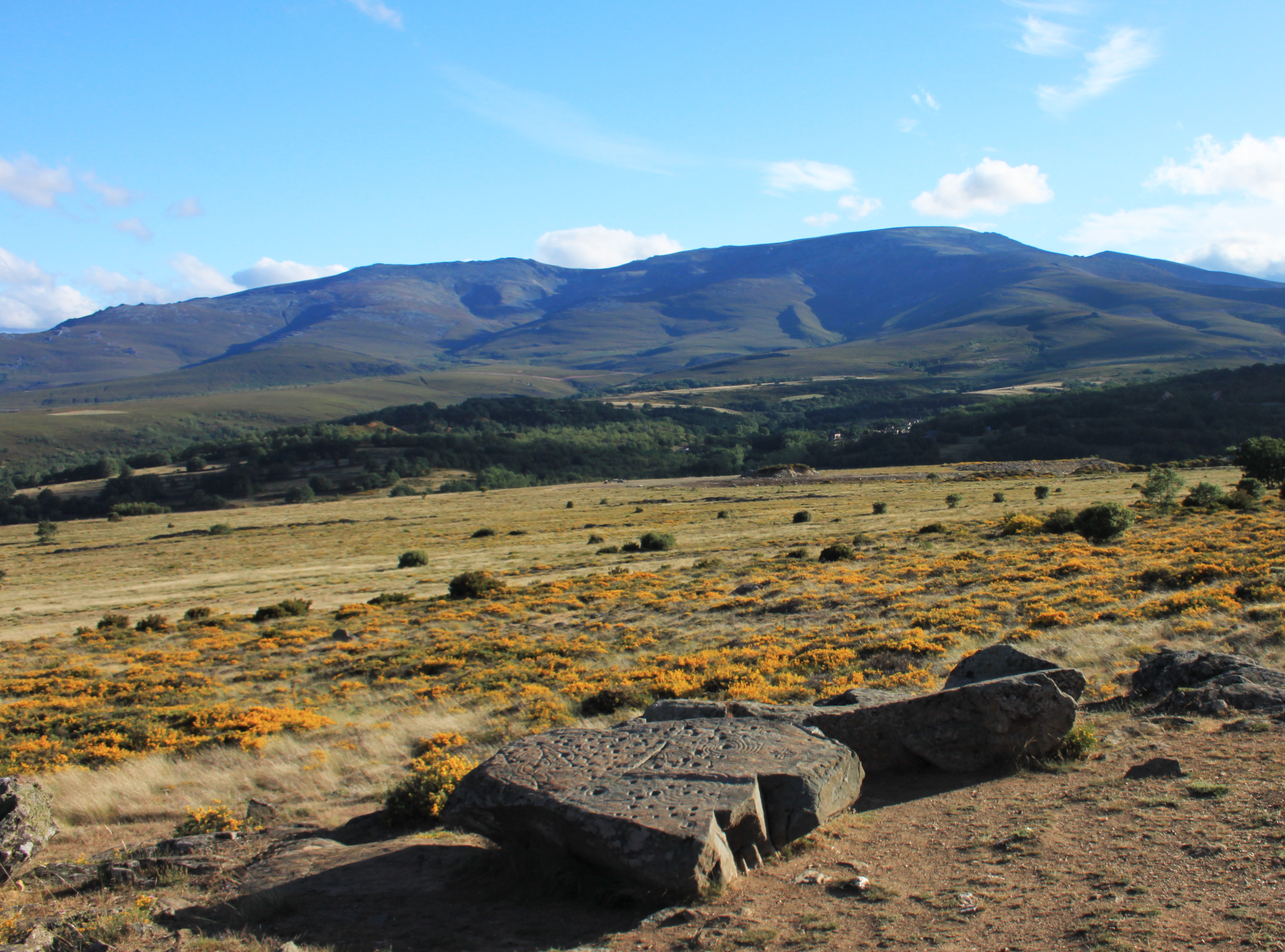
Vista general de Peña Fadiel con la sierra del Teleno al fondo.

Los petroglifos de Peña Fadiel son una estación rupestre prehistórica situada en la comarca de Maragatería, que se compone de dos grandes rocas de roca diabasa que contienen grabados rupestres prehistóricos, también llamados petroglifos. Es la principal estación con grabados rupestres no sólo de la comarca maragata, sino de toda la provincia de León. Los símbolos representados en los dos paneles principales son una gran agrupación de cazoletas, surcos, figuras circulares y ovales, además de laberintos. Su importancia radica en que los símbolos representados se pueden paralelizar con los situados en el arte rupestre de estilo atlántico y por la cantidad y variedad de grabados circulares con forma de laberinto, una figura de la que hasta ahora había pocos ejemplos de época prehistórica.

## Contexto geográfico e histórico
El paraje de Peña Fadiel hace referencia a una ladera situada en el sureste de Maragatería en la provincia de León, en terrenos privativos de la localidad de Filiel, que pertenece a su vez al municipio de Lucillo. La altitud sobre el nivel del mar es de 1165 m. y desde ese lugar se obtiene una excelente panorámica de los Montes de León, del curso alto del río Duerna que empieza a modelar el valle que se adentra en las tierras de La Valduerna, y todo ello coronado por la mole del monte Teleno.

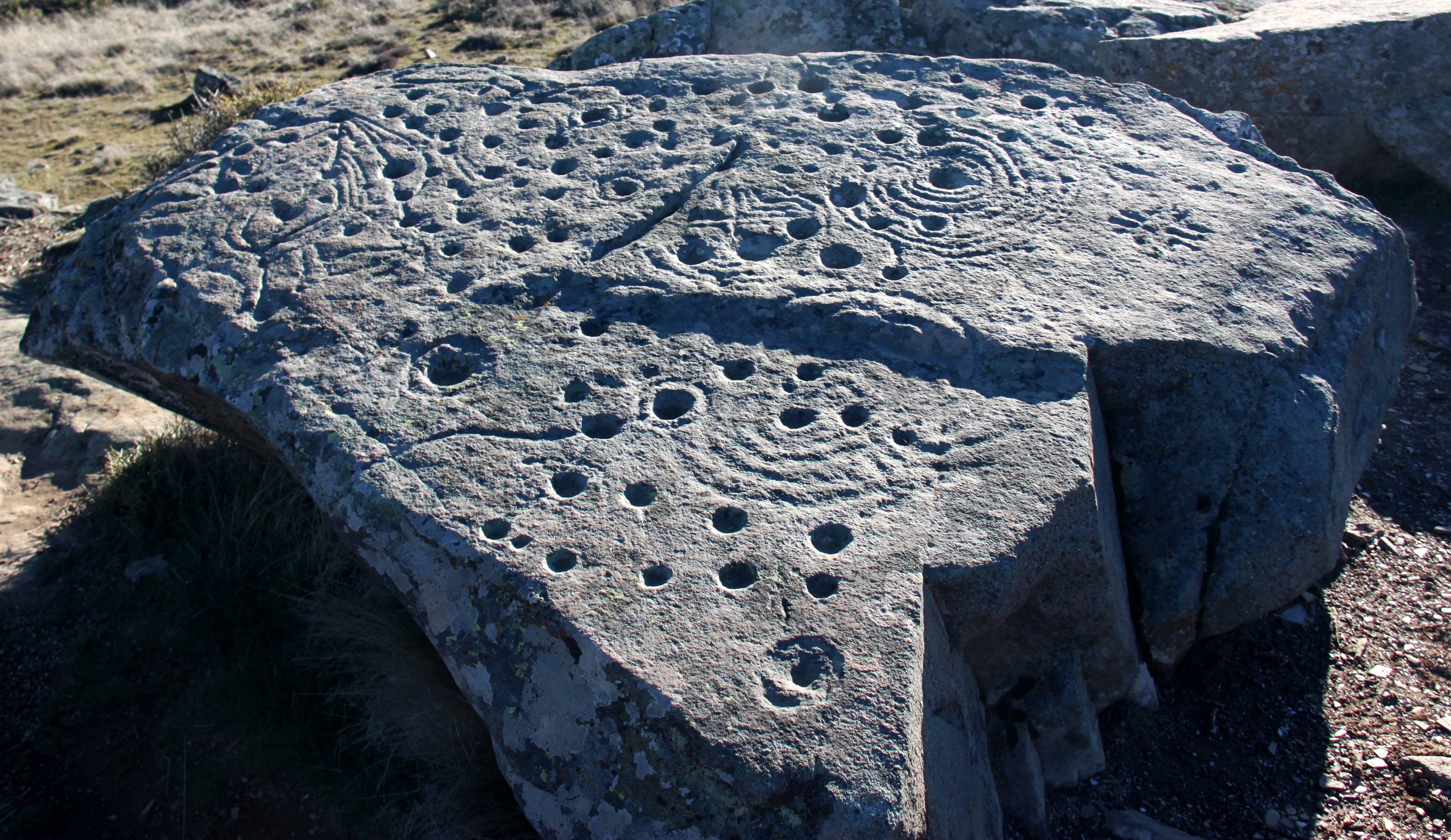
Peña Fadiel I. Vista general de los petroglifos.

Peña Fadiel es una ladera orientada al mediodía con un terreno con pocos nutrientes que ha sido secularmente explotado como zona de pastos. No tiene asociado ningún asentamiento humano prehistórico conocido, pero desde allí se pueden divisar las zonas altas de los castros de San Mamed en Lucillo, del Castro de Chana de Somoza y de la Corona de Filiel. En la vertiente opuesta del río Duerna se pueden observar las impresionantes labores de minería aurífera de época romana que explotaron sistemáticamente las terrazas fluviales ricas en oro.

## Antecedentes

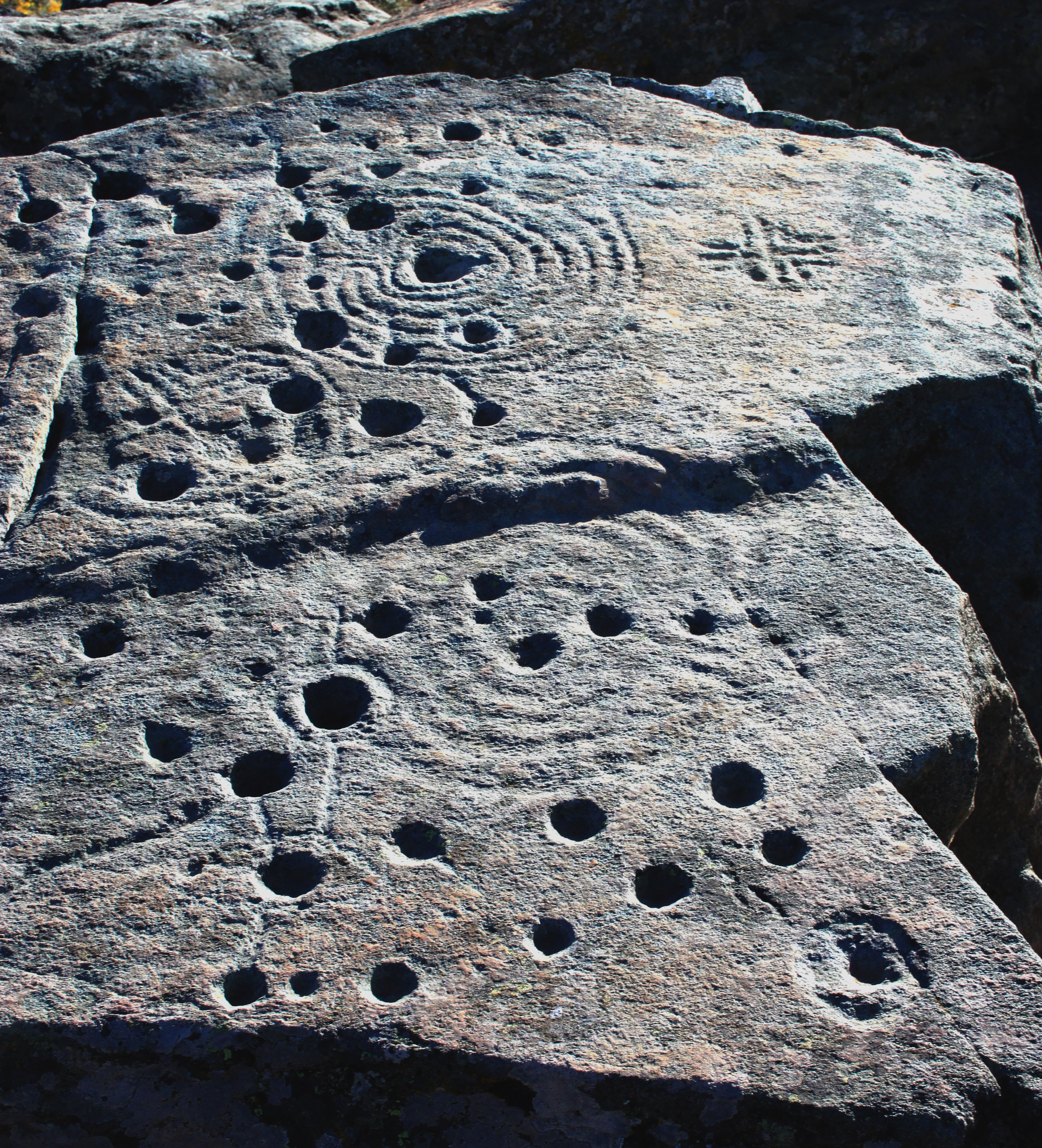
Peña Fadiel I. Vista parcial con tres laberintos y cazoletas

Aunque hay constancia de que algunos antiguos pastores y habitantes de los pueblos cercanos conocían al menos una de las rocas grabadas, no fueron objeto de atención o importancia hasta el año de 2008 cuando se produjo el descubrimiento por parte de Juan Carlos Campos Gómez, una persona aficionada a la arqueología y al arte rupestre, que de forma casual se encontró con los grabados y los identificó como petroglifos prehistóricos. Desde el mismo momento del descubrimiento se generó un gran interés mediático a raíz de las noticias publicadas por la prensa provincial, lo que se convirtió en un punto de partida que originó la aparición de más petroglifos en la comarca maragata y en distintos lugares de la provincia de León.
A finales de 2011 comienzan a aparecer las primeras publicaciones independientes que incluyen a los petroglifos. En 2012 se publica el libro "Petroglifos en Maragatería. El enigma de los laberintos del Teleno" donde se describen y analizan los petroglifos de Peña Fadiel. La misma información pero más ampliada aparecerá en 2018 en una obra más extensa del mismo autor que abarca además de la Maragatería a los grabados rupestres de la provincia de León. Con anterioridad se habían publicado los calcos digitales y un primer análisis de los dos paneles con las cazoletas y laberintos en un libro que recoge las actas de un ciclo de conferencias del Museo de León titulado "Arqueoleón II. Historia de León a través de la Arqueología".

## Intervenciones arqueológicas

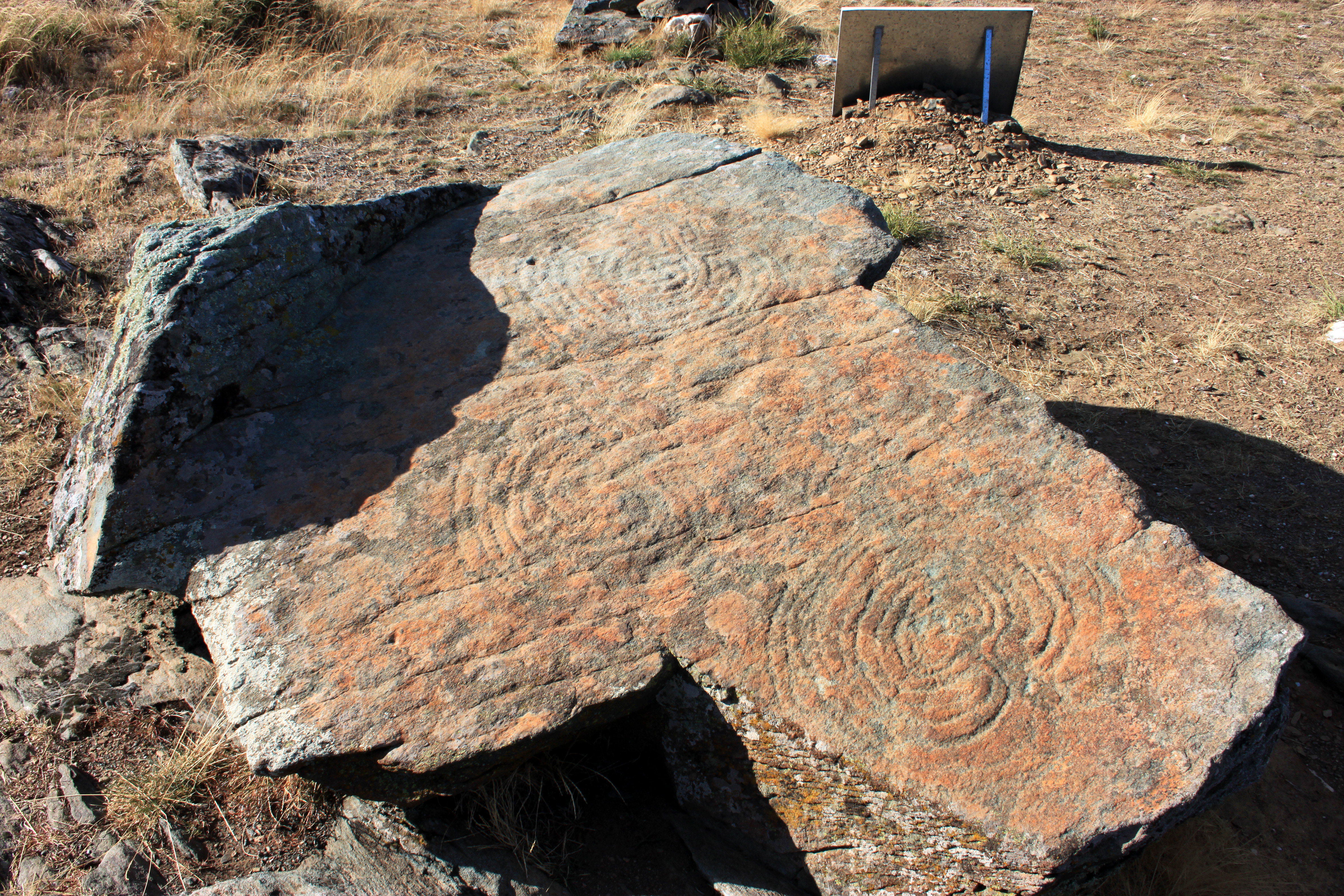
Peña Fadiel II. Vista general del panel rupestre con tres laberintos.

En 2009 la Consejería de Cultura de la Junta de Castilla y León encargó  un proyecto de “Diagnosis, limpieza, documentación, estudio y conservación” que fue realizado por especialistas del Área de Prehistoria de la Universidad de León y de la Escuela Superior de Restauración y Conservación de Bienes Culturales de Galicia (Ana Neira, F. Bernaldo de Quirós, Fernando Carrera, Natalia Cortón y Antonio de la Peña). Los resultados fueron presentados en el Congreso Internacional de Arqueología de Vilalba y publicados en  el libro de actas con el título “Avance  al Estudio de los Petroglifos de Peña Fadiel”. En este estudio se pone en evidencia la relación (aunque con características propias) de los petroglifos maragatos con el Grupo Galaico y por extensión con el denominado Eje Atlántico, que incluiría las manifestaciones rupestres del norte de Portugal y las Islas Británicas. Poco tiempo después se señalizó la estación y se instalaron unos carteles informativos que facilitan la localización a los visitantes y realzan la importancia yacimiento.

## Descripción

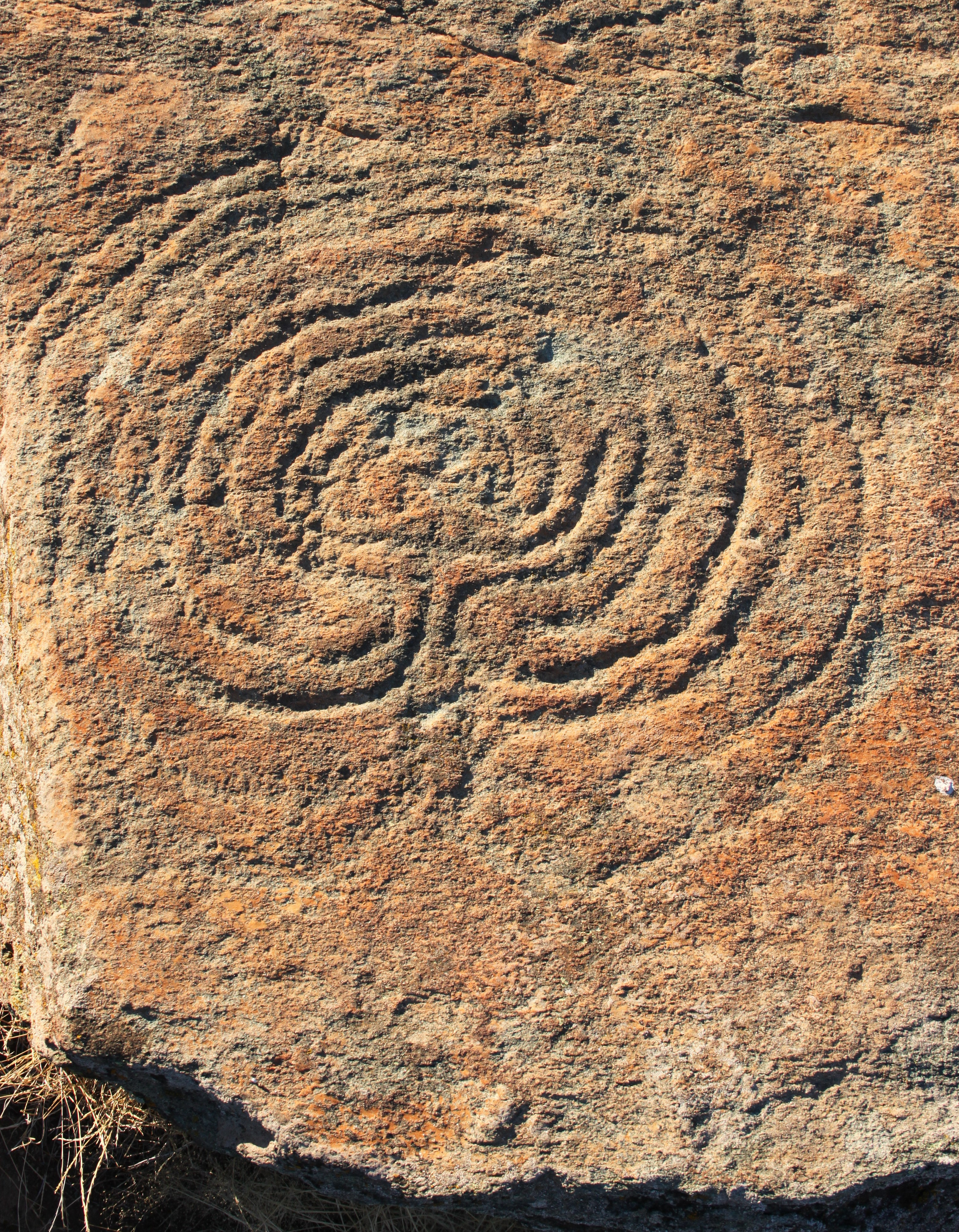
Peña Fadiel II. Vista parcial de un laberinto.

Los petroglifos se distribuyen en la zona superior horizontal de dos rocas de diabasa, en las que hay representadas figuras de tipo geométrico, con abundancia de figuras circulares, cazoletas simples o rodeadas con anillos, surcos y seis figuras laberínticas. El estilo de ejecución es el piqueteado para  surcos y laberintos, mientras que las cazoletas apenas presentan huellas de golpeo, sino que tienen su superficie fina y pulida. Los autores del Estudio y Documentación (Quirós et al., 2011) constatan el uso de la abrasión como método de grabado, presumiblemente “con un utensilio lítico rotatorio que, a la vez que formaba las cazoletas provocaba también la superficie interior suavizada de muchas de ellas”.Las dos rocas tienen los grabados bastante desgastados por la erosión a la que han estado expuestos durante milenios, por lo que para poder observar bien las figuras se han de escoger condiciones de luz rasante en las que el sol esté en una posición cercana al horizonte. Los dos principales paneles son:
- Peña Fadiel I. La primera de las rocas  presenta una espectacular y compleja composición formada por 116 cazoletas de todos los tamaños, nueve de ellas se sitúan dentro de un círculo a modo de anillo mientras que otras cazoletas están unidas por los típicos surcos y canales. Lo excepcional de todo el conjunto es que las cazoletas aparecen asociadas a 3 laberintos, (uno de ellos parcialmente destruido precisamente por varias cazoletas). Las tres figuras laberínticas de este panel tienen diseños diferentes: una de ellas es un laberinto "clásico" de 7 vueltas, la segunda una figura pequeña muy alterada por la erosión y otros grabados, mientras que la tercera presenta una cazoleta en la zona central. Hay otras cazoletas asociadas directamente a los laberintos y presentan dos características diferentes: unas cazoletas rodeadas de un círculo o anillo que se integran perfectamente en la figura y otras que se pueden considerar intrusivas, pues se sitúan sobre las figuras destruyendo parte de su superficie. También se encuentran representados en esta composición una enigmática figura oval radiada, muy escasa en el arte esquemático de la península, y un grabado cruciforme que se ha interpretado como el inicio de otro laberinto.[9]
- Peña Fadiel II. En la segunda roca hay representados otros tres laberintos, siendo esta figura la protagonista absoluta de este panel, en el que apenas hay un par de pequeñas cazoletas. En general están muy erosionados, por lo que para poderlos observar se hace imprescindible una luz clara y rasante (como por ejemplo las primeras horas de la mañana o las del atardecer). Como sucede en el panel de Peña Fadiel I, los tres laberintos presentan diseños diferentes, con diez, siete y nueve vueltas o trayectos respectivamente. La variedad de diseños es claramente intencionada y confiere a estos petroglifos una gran relevancia en cuanto al estudio de la figura del laberinto, pues no hay constancia de otra estación rupestre prehistórica que presente tal cantidad de figuras y diseños diferentes. [10]